# Икэда, Ютака
Ютака Икэда (яп. 池田 豊 Икэда Ютака, 24 сентября 1893 года, Мусасино, Китатама, Токио, Японская империя — 21 октября 1952 года, Япония) — японский бейсболист, судья и менеджер, выступавший на позиции третьего бейсмена.

## Биография
Родился в деревне (ныне город) Мусасино, район Китатама, префектура Токио, Японская империя. После окончания средней школы Васэда поступил в одноимённый университет. Там начал играть в бейсбол, став звёздным третьим бейсменом: в составе национальной сборной в 1917 году отправился на III Дальневосточные игры, где завоевал золото. После окончания университета стал судьёй в бейсбольной лиге Tokyo Big6. В 1936 году стал первым менеджером только основанной команды «Нагоя Гун», генеральным менеджером которой стал его выпускник по университету Ясуси Коно. Во главе команды провёл 45 матчей, одержав 19 побед. Исходя из веры в то, что «мы [клуб] должны готовить собственных бейсболистов», начал подпускать к основе тогда ещё 15-летнего питчераМитио Нисидзаву, который впоследствии станет одним из величайших игроков в истории команды. Спустя сезон покинул пост менеджера в связи с уходом Коно и основанием им «Коракуэн Иглз». Присоединился к судейскому корпусу Японской бейсбольной лиги, сменив на посту главы корпуса Савы Тойё. Оставался на этой должности до 1948 года, когда вышел на пенсию. Позже, по просьбе Тадао Итиоки, попытался тренировать гонщиков кейрин в качестве руководителя тренировок в Японском центре кейрин (ныне Японский институт кейрин), но вскоре после этого заболел раком желудка и скончался в 1952 году в возрасте 59 лет. В 1962 году был включён в Зал славы бейсбола.